# LDPR
LDPR (Liberalno-Demokratyczna Partia Rosji) (ros. ЛДПР, Либерально-демократическая партия России) – rosyjska skrajnie prawicowa, nacjonalistyczna i populistyczna partia polityczna.
Partia określa swoją platformę jako centryzm. W praktyce jest radykalnie prawicowa, nacjonalistyczna, nieliberalna i lewicowa gospodarczo.

## Historia
Partia została założona przez Władimira Żyrinowskiego w 1989 roku jako Liberalno-Demokratyczna Partia Związku Radzieckiego.
Partia ta wyłoniła się ze Związku Demokratycznego, ugrupowania, które swoją działalność zainicjowało na fali liberalizacji politycznej w ZSRR pod koniec lat osiemdziesiątych i było pierwszą jawną opozycyjną partią polityczną w Związku Radzieckim. LDPR wyłoniła się z liberalnej frakcji Związku Demokratycznego, który opowiadał się za liberalnym systemem wartości (własność prywatna, praworządność, pluralizm partyjny, system prezydencki). Kierownictwo partii szybko przejął Żyrinowski, nadając jej wyraźnie nacjonalistyczny charakter i nawiązując przede wszystkim do haseł głoszonych przez ugrupowania nacjonalistyczne, które dość licznie zaczęły się pojawiać w Rosji we wstępnej fazie rozwoju rosyjskiej demokracji.
W czasie puczu sierpniowego Janajewa w 1991 r. Władimir Żyrinowski wystąpił po stronie jego organizatorów, czego skutkiem było wydanie przez mera Moskwy czasowego zakazu działalności partii liberalno-demokratycznej. Rok później Ministerstwo Sprawiedliwości odmówiło rejestracji partii pod zarzutem sfałszowania listy członków. Dopiero w grudniu 1992 r. partia została zarejestrowana pod nazwą Liberalno-Demokratyczna Partia Rosji.
LDPR dzięki stosowanej retoryce patriotyczno-nacjonalistycznej odniosła niespodziewany, ale zdecydowany, sukces wyborczy w wyborach do Dumy I kadencji w 1993 r., uzyskując największe wśród wszystkich ugrupowań poparcie 22,92% wyborców w okręgu federalnym. Działalność partii w parlamencie, pomimo deklarowanej opozycyjności wobec rządu, charakteryzowała się szczególną skłonnością do lawirowania i wykorzystywania koniunktury politycznej. W parlamencie Władimir Żyrinowski niejednokrotnie inicjował całkowitą zamianę linii partii w głosowaniach nad najważniejszymi kwestiami politycznymi (m.in. wotum nieufności dla rządu, prywatyzacja, budżet, wysunięcie oskarżenia przeciwko prezydentowi Jelcynowi). Tego typu działania nie przysporzyły partii uznania wśród społeczeństwa ani wśród innych ugrupowań politycznych, które oskarżały lidera LDPR o „handlowanie” głosami frakcji LDPR w Dumie w zamian za przywileje polityczne. Ponadto negatywnie oceniano zachowania Władimira Żyrinowskiego, który wykorzystywał każdą okazję, by przyciągnąć zainteresowanie opinii publicznej swoimi skandalizującymi wypowiedziami (o przywódcach innych państw, o mniejszościach narodowych), czy też swoim zachowaniem (znany jest z wielu skandali obyczajowych), przy czym wskazuje się niekiedy, iż skandale z udziałem lidera LDPR są inscenizowane dla przyciągnięcia zainteresowania i wzrostu notowań partii.
W kolejnych wyborach parlamentarnych LDPR nie powtórzyła już swojego sukcesu z 1993 r., a co więcej partia ta zaczęła stopniowo tracić zaufanie społeczne. W wyborach w 1995 r. uzyskała już prawie dwukrotnie niższe poparcie, bo tylko 11,2% głosów. Także w wyborach w 1999 r., kiedy to partia LDPR, z uwagi na to, że Centralna Komisja Wyborcza zakwestionowała listy wyborcze, startowała pod nazwą Blok Żyrinowskiego, poparcie dla niej spadło prawie dwukrotnie – do 5,98% głosów. Sam Władimir Żyrinowski, startując w wyborach prezydenckich w 2000 r., uzyskał zaledwie 2,70% głosów (w 1996 r. 5,70%). Z uwagi na stopniowo spadającą popularność społeczną partii (związaną m.in. z tym, że część haseł nacjonalistów przejęły także inne partie polityczne), niespodzianką był wysoki procent wyborców, którzy zdecydowali się oddać głos na LDPR w wyborach do Dumy IV kadencji w grudniu 2003 r., kiedy to partia uzyskała w okręgu federalnym 12,61% głosów – niewiele mniej niż największa z partii opozycyjnych, KPFR.
Po śmierci Władimira Żyrinowskiego na przewodniczącego klubu parlamentarnego partii wybrano Leonida Słuckiego. Pełniącym obowiązki prezesa partii ogłoszono Aleksieja Didenko.

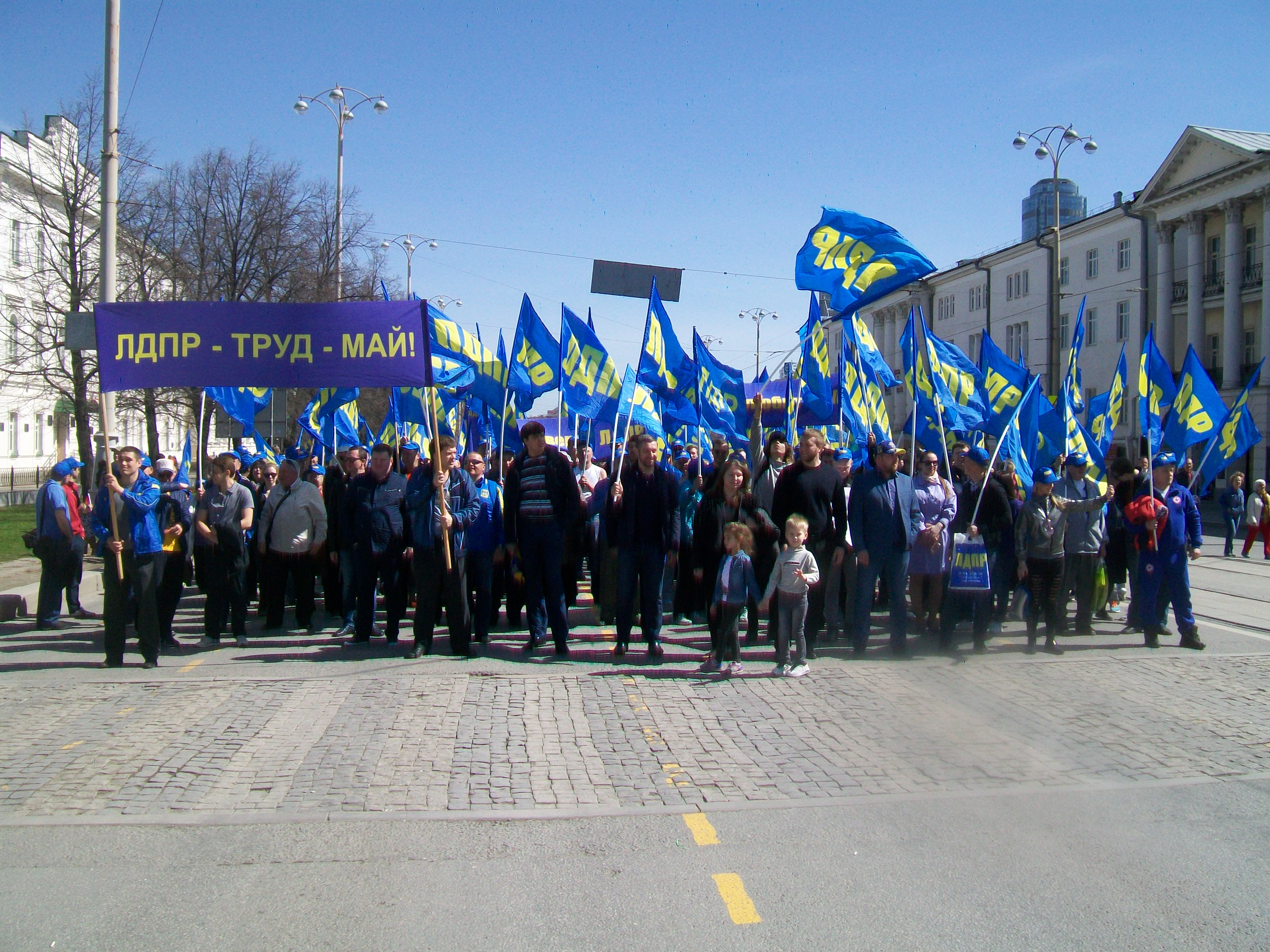
Pochód pierwszomajowy zwolenników LDPR w Jekaterynburgu (1 maja 2017)

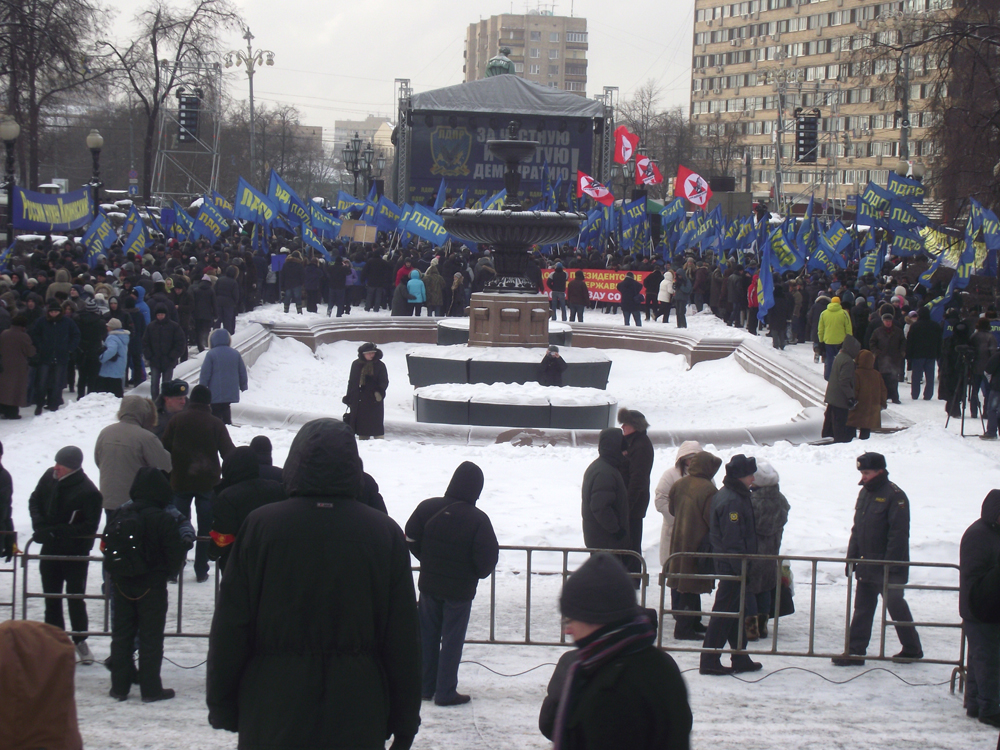
Wiec LDPR na placu Puszkina w Moskwie (4 lutego 2012)

## Program
LDPR swoją popularność zawdzięcza przede wszystkim konsekwentnej retoryce patriotyczno-nacjonalistycznej. Broni ona ideologii nacjonalistycznej, rozumianej jako dominacja Rosjan w wielonarodowym państwie, uznając, że państwo musi wyrażać ducha narodowego, realizować wolę narodu rosyjskiego zarówno wewnątrz kraju, jak i na arenie międzynarodowej. Niezmiennie propaguje unitarną formę ustroju państwa, żądając podporządkowania regionów władzy centralnej, likwidacji autonomii narodowej i atrybutów państwowości republik. Jest zwolenniczką silnych, scentralizowanych rządów prezydenckich, izolacjonizmu i obrony interesów rosyjskich na arenie międzynarodowej, występuje na rzecz odbudowy przemysłu wojennego, nawołuje także do przezwyciężenia „liberalno-zachodnich” eksperymentów i odbudowy systemu gwarancji socjalnych.
W swoim programie LDPR przedstawia siebie jako partię centrową i demokratyczną, która w swojej działalności kieruje się ideami liberalizmu i demokracji. Jest partią parlamentarną szanującą porządek prawny kraju, a jej zadanie to dojść do władzy dzięki sukcesowi w wyborach parlamentarnych i prezydenckich.
Opowiada się zabudową państwa sprawiedliwości społecznej, odrzucając nie tylko komunizm, ale i „dziki” kapitalizm. Jej główny cel to odrodzenie potężnego, demokratycznego i rozwijającego się państwa rosyjskiego. Jednym z zadań partii jest także wyprowadzenie państwa z wszechogarniającego chaosu i kryzysu. W tym celu partia na pierwszy plan wysuwa ideę patriotyzmu. Obronić naród rosyjski, a także pozostałe narody Rosji przed niewolą i wymarciem to historyczne zadanie LDPR i wszystkich patriotów Rosji. LDPR to partia rosyjskich patriotów, przeciwstawiająca się rządom antynarodowych i kompradorskich sił, które na początku lat dziewięćdziesiątych doprowadziły do rozpadu ZSRR i kryzysu społecznego. Według Władimira Żyrinowskiego działalność rosyjskich demokratów na początku lat dziewięćdziesiątych była inicjowana z Zachodu i miała na celu zniszczenie rosyjskiego państwa, zniewolenie narodu i zawładnięcie jego bogactwami naturalnymi. Rezultatem ich polityki stało się powszechne ubóstwo i zapaść cywilizacyjna, będące narodową katastrofą. Zgodnie z programem partii czas antynarodowych reform i ich inicjatorów „łżereformatorów” i „łżedemokratów” dobiega końca.
Program LDPR zaznacza, że partia ta w centrum swojego programu umieszcza problematykę odrodzenia pozycji i statusu Rosji jako mocarstwa. Domaga się przekształcenia federalnej struktury państwa w unitarną, bez podziału na „narodowe” republiki. Wskazuje się także, że partia zawsze będzie dążyć do tego, by poprzez referenda zjednoczyć wokół Rosji te części ZSRR, które zostały od niego oddzielone wbrew woli mieszkańców, przez nacjonalistyczne elity i prozachodnich pseudodemokratów. LDPR domaga się także w swoim programie zmiany polityki zagranicznej i prowadzenia patriotycznej narodowej polityki na arenie międzynarodowej. Według opracowanej przez LDPR doktryny polityki zagranicznej uznaje się, że głównym zagrożeniem dla Rosji mogą być USA, konflikty na terenie byłego ZSRR i w jego rejonach przygranicznych oraz terroryzm. Partia opowiada się za przeciwstawieniem się dominacji USA w świecie i odbudową więzi z tradycyjnymi sojusznikami Rosji, w tym m.in. z Iranem, Irakiem, Kubą, Libią i Koreą Północną. Uważa się także, iż należy na Dalekim Wschodzie budować stosunki z Japonią, a w Europie głównym partnerem Rosji powinny być Niemcy. Rosyjska polityka zagraniczna powinna także skoncentrować się na krajach „południa” i tam szukać wsparcia dla swoich planów.
W dziedzinie polityki ekonomicznej liderzy LDPR uważają, że możliwe jest szybkie odrodzenie rosyjskiej ekonomiki, ale należy spełnić cztery warunki:
1) państwo powinno sterować procesami ekonomicznymi w kraju;
2) powinien zostać odtworzony mocny sektor państwowy;
3) państwo powinno wspierać rosyjską produkcję w konkurencji z zagranicznymi partnerami;
4) nie zapominając ani o Zachodzie, ani o W schodzie – skoncentrować się na budowie więzi ekonomicznych z krajami Południa.
Główną przeszkodę w uzdrowieniu sytuacji gospodarczej upatruje we wszechobecnej korupcji. LDPR za podstawowe założenie przyjmuje, że ekonomia ma służyć człowiekowi, a nie człowiek ekonomice i szanując zasady wolnego rynku, sprzeciwia się jednocześnie jego dyktatowi, podkreślając rolę państwa w kontrolowaniu procesów gospodarczych.
W programie LDPR akcentuje się także prosocjalną politykę partii, opowiadając się za silną socjalną polityką państwa. Celem polityki socjalnej powinno być zapewnienie każdemu obywatelowi Rosji godnego poziomu życia i zlikwidowanie ogromnych dysproporcji dochodów obywateli.

### Program z 2021 roku[14]

#### Polityka wewnętrzna
- Wprowadzenie wolnych i uczciwych wyborów z możliwością głosowania elektronicznego.
- Wybieranie sędziów w demokratyczny sposób. Należy zapewnić realną niezależność sądów wszystkich szczebli.
- W miejsce obecnego podziału administracyjnego Rosji należy utworzyć 30 guberni bez podziału na narodowości. W każdej guberni ma znajdować się jedna regionalna duma.
- Wprowadzenie wsparcia socjalnego dla kobiet z dziećmi.
- Historyczną politykę bolszewików, Michaiła Gorbaczowa oraz Borisa Jelcyna należy ocenić jako antynarodową.
- Obrona chrześcijaństwa oraz wszystkich tradycyjnych religii rosyjskich.
- Zabronienie rusofobii w mediach i w przestrzeni publicznej.
- Znieść moratorium na karę śmierci.
- Usprawnić walkę z nielegalną imigracją.
- Poszerzyć dostęp do posiadania broni.
- System zdrowia ma być w pełni finansowany z budżetu państwa.
- Strategiczne sektory gospodarki mają znajdować się pod kontrolą państwa.

#### Polityka zagraniczna
- Ponowne zjednoczenie 15 dawnych republik radzieckich w jednolite państwo z językiem rosyjskim jako językiem urzędowym. Zjednoczenie ma być przeprowadzone poprzez referendum w byłych państwach ZSRR.
- Ograniczanie, poprzez międzynarodowe organizacje, agresywnej polityki Stanów Zjednoczonych. Dążenie do rozwiązania NATO.
- Doprowadzić do wykluczenia Litwy, Łotwy i Estonii z Unii Europejskiej z powodu rzekomej dyskryminacji Rosjan. Wprowadzenie do prawa międzynarodowego zakazu dyskryminacji jakiegokolwiek narodu.

## Poparcie w wyborach

### Wybory parlamentarne[15][16][17][18][19][20][21][6]
| Wybory | Duma Państwowa | Duma Państwowa | Duma Państwowa | Duma Państwowa | Duma Państwowa | Rząd     |
| Wybory | Głosy          | Głosy          | Głosy          | Mandaty        | Mandaty        |          |
| Wybory | Liczba         | %              | +/−            | Liczba         | +/−            |          |
| ------ | -------------- | -------------- | -------------- | -------------- | -------------- | -------- |
| 1993   | 12 318 562     | 22,92%         | –              | 64/450         | –              | Opozycja |
| 1995   | 7 737 431      | 11,18%         | 11,74          | 51/450         | 13             | Opozycja |
| 1999   | 3 990 038      | 5,98%          | 5,2            | 17/450         | 34             | Opozycja |
| 2003   | 6 944 322      | 11,45%         | 5,47           | 36/450         | 17             | Opozycja |
| 2007   | 5 660 823      | 8,14%          | 3,31           | 40/450         | 4              | Opozycja |
| 2011   | 7 664 570      | 11,67%         | 3,53‬           | 56/450         | 16             | Opozycja |
| 2016   | 6 917 063      | 13,14%         | 1,47‬           | 39/450         | 17             | Opozycja |
| 2021   | 4 252 096      | 7,55%          | 5,59           | 21/450         | 18             | Opozycja |

### Wybory prezydenckie[22][23][24][25][26][27][28]
| Wybory | Kandydat            | I tura    | I tura | Zajęte miejsce | Zajęte miejsce |
| Wybory | Kandydat            | Głosów    | %      |                |                |
| ------ | ------------------- | --------- | ------ | -------------- | -------------- |
| 1991   | Władimir Żyrinowski | 6 211 007 | 7,81%  | 3 z 6          |                |
| 1996   | Władimir Żyrinowski | 4 311 479 | 5,70%  | 5 z 10         |                |
| 2000   | Władimir Żyrinowski | 2 026 509 | 2,70%  | 5 z 11         |                |
| 2004   | Oleg Małyszkin      | 1 405 315 | 2,02%  | 5 z 6          |                |
| 2008   | Władimir Żyrinowski | 6 988 510 | 9,35%  | 3 z 4          |                |
| 2012   | Władimir Żyrinowski | 4 458 103 | 6,22%  | 4 z 5          |                |
| 2018   | Władimir Żyrinowski | 4 155 022 | 5,65%  | 3 z 8          |                |